# Vivi Muori Blues Ripeti
Vivi Muori Blues Ripeti è il quarto album discografico in studio del duo blues rock italiano dei Bud Spencer Blues Explosion, pubblicato il 23 Marzo 2018.

## Tracce
1. E tu?
2. La donna è blu
3. Dove
4. Di fronte a te, di fronte a me
5. Allacci e sleghi
6. Presto sarò chi sono
7. Coca
8. Enduro
9. Io e il demonio (feat. Davide Toffolo)
10. Calipso

## Formazione
- Adriano Viterbini - voce, chitarra, tastiere
- Cesare Petulicchio  - batteria, percussioni, voce